# ビッグ・ボーイズ しあわせの鳥を探して
『ビッグ・ボーイズ しあわせの鳥を探して』（ビッグボーイズ しあわせのとりをさがして、原題: The Big Year）は、2011年にアメリカ合衆国で製作されたコメディ映画。北米大陸最大の野鳥観察大会に人生をかける男たちの姿を描いたマーク・オブマシックの小説『ザ・ビッグイヤー』（原題: The Big Year: A Tale of Man, Nature and Fowl Obsession）を原作としている。

## ストーリー
1年のうちに北米大陸で見つけた野鳥の種類を競う大会「ザ・ビッグイヤー」。この大会に人生をかける3人の男たちがいた。

## キャスト
| 役名                                   | 俳優                       | 日本語吹替 |
| -------------------------------------- | -------------------------- | ---------- |
| ブラッド・ハリス                       | ジャック・ブラック         | 高木渉     |
| ケニー・ボスティック                   | オーウェン・ウィルソン     | 森川智之   |
| ステュー・プライスラー                 | スティーヴ・マーティン     | 土師孝也   |
| エリー                                 | ラシダ・ジョーンズ         | 冠野智美   |
| アニー・オークレット                   | アンジェリカ・ヒューストン | 田村聖子   |
| クレイン                               | ジム・パーソンズ           |            |
| ジェシカ                               | ロザムンド・パイク         | 葛城七穂   |
| イーディス・プライスラー               | ジョベス・ウィリアムズ     | 西宏子     |
| レイモンド・ハリス                     | ブライアン・デネヒー       | 外谷勝由   |
| ブレンダ・ハリス                       | ダイアン・ウィースト       | 田村聖子   |
| ビル・クレメンズ                       | アンソニー・アンダーソン   | 斉藤次郎   |
| フィル                                 | ティム・ブレイク・ネルソン |            |
| バリー・ルーミス                       | ジョエル・マクヘイル       | 三上哲     |
| ギル・ゴードン                         | コービン・バーンセン       |            |
| ジム・ギトルソン                       | ケヴィン・ポラック         | 坂東尚樹   |
| ヒストリカル・モンタージュ・ナレーター | ジョン・クリーズ           |            |